# Gustave Eiffel
Alexandre Gustave Eiffel (født 15. december 1832 i Dijon, Frankrig, død 27. december 1923 i Paris) var en fransk ingeniør og arkitekt, der er mest kendt for at have skabt Eiffeltårnet i Paris. På fransk udtales bogstavet 'i' i hans efternavn ikke.

## Biografi
Han blev uddannet i 1855 på École centrale des arts et manufactures, som var den førende kunstskole.
Gustave Eiffel var særligt interesseret i brobygning i jern. I 1858 opførte han jernbroen ved Bordeaux, som var den første bro i en lang række.
Hans viden om jern til brobygning førte ham rundt i verden, eksempelvis til Portugal, hvor han stod for bygningen af jernbroen Ponte de Dona Maria Pia i Porto med 160 meters spændvidde over Douro-floden. I 1884 fuldendte Gustave Eiffel jernbanebroen Viaduc de Garabit, der åbnede for en toglinje til middelhavsbyerne igennem Massif Central.
I 1887-1889 opførte han Eiffeltårnet i Paris, hvor det under Verdensudstillingen i 1889 symboliserede den industrielle revolution. Da tårnet stod færdigt i 1889, var det 300 meter højt og havde et grundareal på 100 x 100 meter. I dag er Eiffeltårnet 321 meter højt. Foruden at være Paris' vartegn og en kolossal turistattraktion tjener tårnet som radio- og tv-sendemast. 
Blandt Gustave Eiffels andre store bygningsværker kan nævnes:
- Jernbanestationen i Toulouse og Agen (1865).
- Porte til sluse på Moskva-floden (1874).
- Nyugati-banegården i Budapest (1877).
- Den indvendige stålkonstruktion til Frihedsgudinden (1881).
- Porte til Panamakanalen (1889).